# El Agheila
El Agheila (Arabisch: العقيلة, Al Oeqaylah) is een kustplaats aan de Golf van Sirte in de Libische gemeente Al Wahat. El Agheila ligt 70 kilometer ten oosten van Ras Lanoef en 45 kilometer ten westen van Brega.
El Agheila ligt op de plaats van de Romeinse fortificatie Anabucis. Ten tijde van de Italiaanse koloniale overheersing van Libië werd in 1937 ten westen van de kustplaats een triomfboog opgericht, de Arco dei Fileni, die de grens markeerde tussen het oude Tripolitanië en Cyrenaica. De boog werd in 1973 door het nieuwe regime van Qadhafi afgebroken als symbool van het kolonialisme.
El Agheila is vooral bekend vanwege de Slag bij El Agheila tijdens de Noord-Afrikaanse Veldtocht in de Tweede Wereldoorlog.